# Huszadik század (film)
A Huszadik század (Novecento / 1900) 1976-ban bemutatott színes, olasz–francia–nyugatnémet történelmi filmdráma. Bernardo Bertolucci epikus alkotása világszerte nagy feltűnést keltett, és zajos ünneplésben éppúgy részesült, mint finnyás elutasításban. A filmet 1974 júniusában kezdték forgatni, és 1975 májusában fejezték be. Noha a Huszadik század hivatalosan európai országok koprodukciójaként készült, eredeti költségvetését három nagy amerikai filmgyártó cég biztosította: a 20th Century Fox, a Paramount és a United Artists egyaránt 2-2 millió dollárt fektetett a filmbe, Bertolucci azonban 3 millió dollárral túllépte a büdzsét. A bemutató az 1976-os cannes-i filmfesztiválon volt, versenyen kívül. A több mint ötórás alkotást számos országban rövidített változatban, két különálló filmként forgalmazták. Magyarországon négyrészes verzióban mutatták be a filmet: két hét eltérés volt az I–II., illetve a III–IV. rész premierje között. A korabeli szigorú és prűd magyar filmcenzúra ismeretében kicsit meglepő, de a hazai közönség vágatlan változatot láthatott a mozikban.

## Cselekmény
1945. április 25., a felszabadulás napja. Egy békésen énekelgető katonát az erdő szélén agyonlő egy rejtőzködő fasiszta. Teherautó érkezik, amelyről fegyvereket osztogatnak a parasztoknak, akik a mezei munkát az asszonyokra hagyják. Egy fiatal fiú is puskát kap, amivel azonnal a gazda házába megy, és foglyul ejti őt. A mezőn egy hatalmas boglya tetején egy fiatal lány a távolban megpillantja a menekülő fasiszta intézőt, Attilát és szeretőjét, a gyűlölt Reginát. Az asszonyok vasvillákat ragadva indulnak a szökevények után. Utolérik őket. Attila rájuk lő, az asszonyok azonban vasvillát szúrnak előbb a nemi szervébe, majd a lábába.

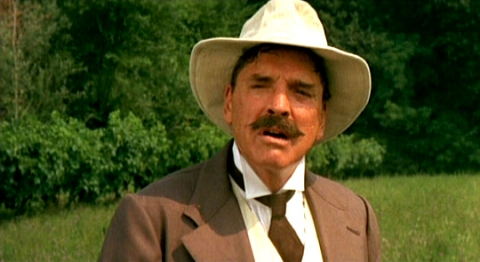
Az idős Berlinghieri (Burt Lancaster)

Évtizedekkel korábban folytatódik a történet. Két gyerek születik ugyanazon a napon: az egyik a paraszti Dalco família sokadik sarja, Olmo, a másik a földesúr unokája, Alfredo Berlinghieri. Az idős Berlinghieri italospalackokkal felszerelkezve indul a földekre a parasztokhoz, hogy megünnepeljék a kettős gyermekáldást. Leo Dalco úgy gondolja, neki semmi oka ünnepelni, hogy még egy kenyérpusztító született a családjába, és a parasztok sem engedelmeskednek a gazdának, hanem azt teszik, amit Dalco. Végül mégis áldomást isznak az újszülöttek egészségére: a nyílt szembefordulásnak még nem jött el az ideje. Eltelik néhány év. A gazda egy boronát vásárolt, ami hat ember félnapi munkáját képes elvégezni. Az amúgyis nélkülöző parasztok érthető módon nem örülnek a korszerűsítésnek. A két gyerek, Olmo és Alfredo között állandó vetélkedés zajlik, be akarják bizonyítani, hogy különbek a másiknál. Végül kimennek a vasúthoz, és a sínek közé fekszenek, az érkező szerelvény elé. Alfredo az utolsó pillanatban lemászik a sínekről, Olmo azonban ottmarad. A talpraesett parasztfiút anyja papnak akarja adni, de Leo ebbe nem egyezik bele. Egyik este a gazdáéknál azokat a békákat szolgálják fel vacsorára, melyeket aznap délután Olmo gyűjtögetett a mezőn. A családi asztalnál nem csupán a Berlinghierik ülnek, hanem Giovanni úr feleségének húga és annak kislánya, Regina is. Csupán egyvalaki nincs a családi körben: az idős Berlinghieri, a nagypapa. A férfi azon dohog, hogy fia gépeket vásárol, miközben minden tönkremegy. Giovanni úr az asztalnál azonban arról beszél, hogy apja már teljesen szenilis, és ő meg fogja akadályozni, hogy évek óta távol élő fivére, Ottavio bármit is örököljön az öreg után. A felszolgált rántott békából Alfredo nem akar enni, de apja rákényszeríti. A fiú viszont rögtön utána ki is hányja az ételt.
A parasztok hangulatos erdei mulatságára elsétál az idős Berlinghieri is, aki az egyik parasztlányt magával viszi az istállóba. Ráparancsol a fiatal teremtésre, hogy fejje meg a tehenet, miközben ő mezítláb dagonyázik a trágyában. Végül elküldi a lányt, és felakasztja magát. Holttestét Leo találja meg, aki azt mondja, hogy az idős Alfredo nem úrhoz méltó módon halt meg. A család eltitkolja az idős férfi halálát. Közjegyzőt hívatnak a házhoz, mintha Berlinghieri még csak a halálán lenne. Az ágy függönye mögül Giovanni úr elváltoztatott hangon végrendeletet diktál a halott nevében, természetesen fő örökösként saját magát nevezve meg. A ravasz terv beválik, Giovanni lesz az új gazda. Miután a jégeső elverte a termést, Giovanni úr összehívja a parasztokat, és azt mondja nekik, hogy mivel oda a fél termés, csak fél bért fizet nekik. A parasztoknak nem tetszik ez a beszéd, azon méltatlankodnak, hogy akkor dupla termés esetén miért nem szoktak dupla bért kapni. Egyikőjük eltökéltsége jeleként levágja a fülét, miután a gazda gúnyosan odavetette neki, hogy hallania kellett, amit először mondott a bérekről, hiszen elég nagy a füle. Hamarosan a parasztok sztrájkolni kezdenek, amitől a gazda valóságos dührohamot kap: nincs, aki arasson, sőt még a teheneket se feji meg senki, szégyenszemre vásárolniuk kell a tejet. Nincs más megoldás, az urak maguk kénytelenek odaállni dolgozni. Az öreg Dalco a mezőn üldögélve élvezi a munkában hajladozó urak látványát: 73 évet várt arra, hogy dolgozni lássa a gazdát. Miután ez megadatott neki, csendben örökre elalszik egy fa alatt.

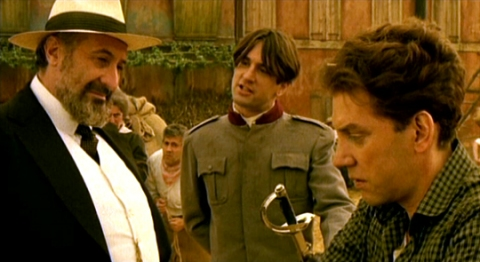
Giovanni úr, Alfredo és Attila (balról jobbra: Romolo Valli, Robert De Niro és Donald Sutherland)

A Vörös Segély nyaralni viszi a parasztgyerekeket. A nagy kavarodásban Olmo az állomáson felejti a batyuját. Évek telnek el, Olmót ismét egy vonaton látjuk, ezúttal mint katonát, aki a frontról tér haza. Az otthoniak örömmel fogadják, ő pedig megismerkedik a bátor és csinos fiatal tanítónővel, Anitával. Szókimondásban Olmót sem kell félteni: a gazda előtt megmondja, hogy szerinte ezentúl felesben kell osztozkodni a termésen. Alfredo is barátja mellett emel szót, apja azonban letorkolja, hogy sokba került neki, hogy fia ne legyen katona. Attila, az új intéző szigorúan képviseli Giovanni úr érdekeit, Anita azonban gúnyt űz belőle. Amikor az egyik bérlőt szerződése lejárta előtt katonasággal akarják eltávolíttatni a házából, Anita fellázítja az asszonyokat, Olmo pedig a férfiakat. A nők elállják az utat: egyszerűen lefekszenek a lovas katonák elé a földre. A katonaság meghátrál, ám a gazdák se hagyják magukat, és egymással szövetkeznek. Regina arra biztatja Attilát, hogy ragadja meg a lehetőséget. A gazdák közül nem mindenki támogatja az új szövetséget: az összejövetel közben távozik például Pioppi úr, sőt Alfredo is.
Olmo és Alfredo a városban összetalálkoznak. Megismerkednek egy fiatal lánnyal, és segítenek neki cipekedni. Alfredo sok pénzt ajánl a lánynak, ha mindkettőjükkel lefekszik. Olmo sértőnek találja az ajánlatot, a lány viszont elteszi a kapott pénzt. A szerelmi együttlét azonban rosszul sikerül, a leitatott lány epilepsziás rohamot kap, mire Alfredo sebtében távozik. Felkeresi bácsikáját, Ottaviót, akinél találkozik a bájos Adával. Azt hiszi, a modern fiatal teremtés korosodó nagybátyja szeretője. Később együtt elmennek egy táncmulatságra a falusiak közé, ahol Olmo és Anita is megjelenik. Ada vaknak tetteti magát, Anita azonban leleplezi, hogy csak komédiázik. A parasztok kigúnyolják az előkelő dámát, aki bocsánatot kér buta viselkedéséért. A mulatságnak tűz vet véget: lángokban áll a közeli munkásotthon, melyet felgyújtottak a fasiszták. Míg a parasztok oltani rohannak, addig Alfredo a szénaboglyák között magáévá teszi Adát. Kiderül, hogy a nő szűz volt, nem Ottavio szeretője. Másnap Anita és Olmo egy kocsin viszik körbe a városban a tűzvész áldozatainak elszenesedett holttesteit. Hiába próbálják azonban felrázni a polgárokat, senki nem mutatkozik, mindenki bezárkózik az otthonába. A temetésen több száz munkás jelenik meg. Egyes fasisztákat ez aggodalommal tölti el, Attilát viszont nem. Egy macskán demonstrálja, hogyan fog elbánni a munkásokkal: a szerencsétlen állatot a falhoz szíjazza, majd nekifutásból a fejével agyonveri. Ezek után a fasiszták diadalittasan vonulnak az utcára…

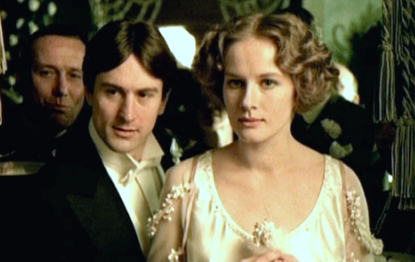
Alfredo és Ada az esküvőn (Robert De Niro és Dominique Sanda)

Alfredo és Ada viszonya egyre komolyabbra fordul, és boldog napokat töltenek együtt Ottavio társaságában. Az idilli együttlétnek szomorú hírek vetnek véget: Alfredo apja haldoklik. A fiatalember hazatér, de már elkésett, apja meghalt. A szobájában viszont hívatlan látogatót talál: Olmót, aki éppen az egyik szekrényt akarja feltörni. A két barát egyre kevésbé találja meg a közös hangot egymással. Olmo arra kéri Alfredót, hogy küldje el Attilát, most még nem lenne késő. Alfredo Anitáról érdeklődik: kiderül, hogy a tanítónő meghalt, mikor világra hozta kislányát, akit szintén Anitának hívnak. Alfredo Giovanni úr temetésén jelenti be, hogy megnősül. Rövidesen megtartják az esküvőt. Regina gratuláció helyett azt mondja Adának, hogy gyűlöli őt, mert neki kéne a helyében lennie. Alfredo megpróbálja fegyelmezni Attilát, de nem tesz eleget Olmo kérésének: se az intézőt, se Reginát nem küldi el a háztól, Reginát azonban eltiltja a feleségétől. Attila és Regina a padlásra mennek szeretkezni. A férfi arról beszél, hogy rövidesen elérkezik az idő, amikor szegények és gazdagok egyaránt behódolnak a fasisztáknak. A párost megzavarja az egyik gazda fia, Patrizio, aki mindig is rajongva nézett fel Attilára. A pár beteges szexuális játszadozásba kezd a kisfiúval, végül Attila szétveri Patrizio fejét a falon. A tetemet a borospincébe rejtik, ahol Signora Pioppi találja meg, miután már az egész esküvői vendégsereg keresni kezdte a kisfiút. Attila az éppen arra járó Olmót vádolja meg a gyilkossággal. Feketeinges barátai azonnal nekiesnek a „kommunistá”-nak. Alfredo jelen van, ám Ada kérésére sem avatkozik közbe. Olmo ütlegelése csak akkor fejeződik be, mikor egy arra járó csavargó magára vállalja a gyilkosságot. Ottaviót annyira felháborítja Alfredo viselkedése, hogy megfogadja, soha többé nem teszi be a lábát az unokaöccséhez. A csavargót rövidesen szabadon engedik, mert nincs ellene bizonyíték. A férfi azt mondja Olmónak, hogy látta, amikor egy feketeinges a pincébe vitte a holttestet, de nem tudja, ki volt az.
Ada és Alfredo kapcsolata az idő múlásával egyre jobban megromlik. Az asszony Olmo kislányát tanítgatja, ám ez sem a férjének, sem a gyerek apjának nem tetszik. Ada vágyik egy saját gyerek után, de nem akar már a férjétől teherbe esni. Rászokott az italra, egyre kevésbé tud mértéket tartani az ivásban. Reginát rémlátomások gyötrik, el akar menni a Berlinghieri-házból. Attila megnyugtatja, hogy rövidesen megkaparinthatják Pioppiék villáját: a házaspárnak gondjai vannak, a közelmúltban Alfredótól is segítséget kértek, de úgy néz ki, nem tudják kifizetni a házukra terhelt jelzálogot. Pioppi úr meghal, az özvegyet pedig Attila fenyegeti. Signora Pioppi a paptól kér segítséget, de hiába. Alfredo egy ízben Ada után megy egy külvárosi kocsmába. Úgy tűnik, teljesen eltávolodtak egymástól, ám ekkor váratlanul megjelenik Neve, az a fiatal lány, aki annak idején epilepsziás rohamot kapott, mikor egyszerre bújt ágyba Alfredóval és Olmóval. Neve szavai felidézik Adában, hogy milyen ember volt valaha Alfredo, és talán mégis van esély a közös életük folytatására. Attilát és Reginát a házába invitálja Signora Pioppi, majd egy óvatlan pillanatban bezárja a vendégeket az ebédlőbe. Azt követeli tőlük, hogy mondjanak le a jelzálogról, mert ő nem hajlandó elhagyni a házát. A naiv asszony azonban lebecsülte az elvetemült párt: a templomból hazatérő városlakók a villa vasrácsos kerítésére felnyársalva találják meg a testét. Az újabb borzalmas tragédia végleg szétrombolja Alfredo és Ada egymásra találásának törékeny idilljét. Alfredo ismét szótlanul tűri, amint Attila a kommunistákat vádolja Signora Pioppi megölésével és megbecstelenítésével. Ada úgy dönt, hogy elhagyja férjét, mielőtt teljesen tönkremenne mellette. Attila élvezi, hogy hatalom van a kezében, el akarja adni a lovakat, sőt magát Olmót is, mivel a gazdaságnak már egyre kevesebb igásállatra és emberre van szüksége. Ám az intéző ezúttal pórul jár: Olmo felhecceli a tömeget, és az emberek megetetik a friss lóürüléket Attilával. A bosszúszomjas férfi feldúlja Olmo otthonát, de a parasztvezér már biztos helyre távozott. A feketeingesek féktelenül tombolnak, és válogatás nélkül tizedelik meg a város főterén felsorakoztatott embereket.
1945. április. A parasztasszonyok foglyul ejtették Attilát és Reginát. A disznóólban tartják fogva őket. A gyűlölt párt végül a temetőben éri utol a sorsa. Reginát csupán kopaszra nyírják, Attilát azonban agyonlövik, miután a férfi áldozatai sírja mellett még mindig szörnyű cselekedeteivel kérkedik, azzal, hogy valójában ő ölte meg annak idején Patriziót és Signora Pioppit. A szintén foglyul ejtett Alfredót rögtönzött népbíróság elé állítják, ahol az illegalitásból visszatért Olmo viszi a szót. Az ítélet: vesszen a gazda, de maradjon életben Alfredo Berlinghieri. Az emberek örömittasan élvezik a szabadságot, a háború és a fasiszta rémuralom végét, és boldogan vonulnak egy hatalmas vörös zászló alatt. Újabb évek telnek el. Alfredo és Olmo immár öregemberek, de még mindig civakodnak egymással. Visszatérnek gyerekkoruk emlékezetes helyszínére, a vasúti sínek mellé, de már csak Alfredo fekszik a közeledő szerelvény elé…

## Bertolucci aHuszadik századról
„Az Utolsó tangó Párizsban sikerének köszönhetem azt a lehetőséget, hogy leforgathattam a Huszadik századot. Mindez akkoriban történt, amikor Pasolini vitát kezdeményezett, reménytelen és tragikus vitát arról, milyen a nép kultúrája. Szerinte ezt a kultúrát a kizárólagos fogyasztás teljesen megsemmisítette. Meg akartam győződni arról, vajon létezik-e még a paraszti világ Emilia tartományban, létezik-e még paraszti kultúra, van-e mondanivalója a múltról, a jelenről, a jövőről. Azt hittem, olyan filmet fogok forgatni, amely egy kultúra lassú felszívódását ábrázolja. Amint elkezdtünk kutatni, rájöttem, hogy valami nagyon is élő dologról készül majd a filmem. Egyetlen magyarázat van erre: Emilia az a tartomány, amely szocialista volt, amióta csak szocialisták léteznek, s kommunista, amióta csak kommunisták vannak. Emilia parasztjai csakis ezzel a szocialista és kommunista meggyőződésükkel fejleszthették ki kultúrájuk tudatát, és csakis így foghatták föl, hogy ezt a kultúrát meg kell védelmezniük.”

(Az Elan című német lap alapján: Filmszem, 1978. szeptember)
„Filmemben az útról kívántam beszélni, amelyen Emilia tartomány eljuthat a kommunizmushoz. Tökéletesen elpusztított országnak rémlik ma az én szememben Olaszország. Olyan benyomást tesz rám, mintha csak az imént vészelt volna át egy háborút (a kultúráról beszélek, tehát csak képletesen értendő a hasonlatom). Szinte minden helyi kultúrát elpusztított a fogyasztói társadalom, megfojtott a tömeginformáció eszközeivel. Ebben a pusztaságban csodálatos szigetként tűnik föl a szememben Emilia, az ott lakó nép mind a mai napig tudatában van ősi, hagyományos kultúrája fontosságának, annak a kincsestárnak, amelyet nem szabad eltékozolni, elvesztegetni.”

(A Lityeraturnaja Gazeta című szovjet lap alapján: Filmszem, 1978. szeptember)
„Nyugodtan állíthatom, hogy a Huszadik század a rendszer ellentmondásainak lehetne a dokumentuma. Valahogyan befészkelődtem a rendszer ellentmondásai közé, sikerült elérnem, hogy az amerikaiak hatalmas összegeket bocsássanak a rendelkezésemre. Csak úgy bizalomból, azoknak az összegeknek az alapján, amelyeket az Utolsó tangó révén sikerült bekasszírozniuk. Láthattam az amerikai filmesek arcát Cannes-ban, akik viszont még soha nem látták a filmemet. Ugyancsak föl voltak kavarva, botrányos volt számukra, ahogy hirtelen megjelennek benne a vörös zászlók. […] A népszerűség számomra azt jelenti, hogy vitatkozzak. A népszerűség az ő számukra azt jelenti, hogy sok belépőjegyet adjanak el, sok pénzt zsebeljenek be. És szintén Cannes-ban történt: Tennessee Williams, a zsűri elnöke egy sajtókonferencián tiltakozott a filmekben megmutatkozó erőszak ellen, és világos célzásokat tett a Huszadik századra. »Nem akarom látni, hogyan öldöklik le rettenetes módon a gyerekeket, akárcsak 2000 évvel ezelőtt a Colosseumban.« Azt válaszoltam neki: »Akárcsak My Lai-ban, nem is olyan régen!« Az erőszak nem a rómaiak magánterülete. Nagyon jónak találom a parasztok kegyetlenségét a fasiszta tiszttartóval szemben. Jogosnak érzem. Azt hiszem, itt is jelen van a dialektika: a parasztok az erőszak alkalmazásával vesznek bosszút; s egy másik pillanatban, mindent feledve kibontják a hatalmas vörös zászlókat.”

(Az Elan című német lap alapján: Filmszem, 1978. szeptember)

## A szereposztás

### Robert De Niro

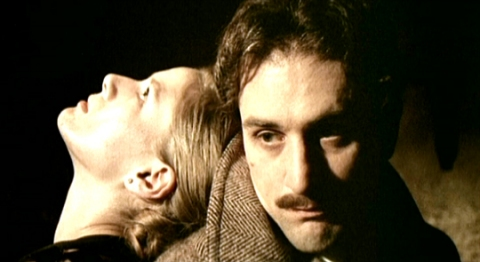
Ada és Alfredo kapcsolata kihűlt (Dominique Sanda és Robert De Niro)

Ahogy az a filmvilágban sűrűn megesik, a Huszadik század sem az eredetileg tervezett szereposztással készült el. Alfredo Berlinghieri szerepére például Bertolucci Jack Nicholsont szerette volna megnyerni, de különböző okokból ez nem jött össze. Nicholson helyett azonban egy nem kevésbé jelentős, nagy tehetségű színészt sikerült szerződtetnie Robert De Niro személyében. De Niro épp akkoriban került az érdeklődés homlokterébe Martin Scorsese Aljas utcák (1973) című drámájának köszönhetően. Még tartott Francis Ford Coppola A Keresztapa 2 (1974) című gengszterfilmjének forgatása – melyben De Niro a fiatal Vito Corleonét játszotta, a Marlon Brando által megformált figura fiatalkori énjét –, amikor a színész 1974 tavaszán Parmába utazott, hogy Bertolucci rendelkezésére álljon. De Niro nagy reményeket fűzött Alfredo Berlinghieri figurájához, mely pályafutása első főszerepe volt, és a színész számára a sztárrá válás áhított lehetőségével kecsegtetett. Erre a rendező személye is garanciának tűnt. Bertolucci ugyanis az 1970-es évek elején már világszerte ünnepelt alkotónak számított, két előző munkája, A megalkuvó (1970) és főleg a hírhedt Utolsó tangó Párizsban (1972) jelentős szakmai és közönségsiker volt. A Huszadik század szempontjából különösen az Alberto Moravia regényéből készült A megalkuvóra érdemes visszautalni, mely a főszereplő sorsán keresztül szintén azt vizsgálja, hogy miféle társadalmi-lélektani körülmények segítették elő a fasizmus térhódítását. A két művész közös munkája azonban egyikőjük reményeit sem váltotta igazán valóra. Bertolucci így nyilatkozott a főszereplőjéről: „A De Niróval való munka első néhány napja olyan volt, mint egy rémálom. Újra és újra emlékeztetnem kellett magamat, hogy ugyanaz a színész áll előttem, aki az első találkozásunkkor olyannyira lenyűgözött. Utólag aztán rájöttem, hogy az első napok tapasztalatai De Nirónál egyáltalán nem mérvadóak. A felszín alatt egy nagyon érzékeny és valószínűleg nagyon neurotikus személy lakozik, úgyhogy az első tapasztalat könnyen félrevezetheti a rendezőt. Érdemes azonban várni, a türelem meghozza a kívánt eredményt.” De Niro sem titkolta a problémákat: „Nem titok, voltak nézeteltéréseink, különösen a forgatás elején. Emberként mindig is nagyra tartottam, rendezői módszerei azonban nem tettek jót a játékomnak. A legrosszabb dolog, amit egy rendező csak elkövethet, ha nem hagy mozgásteret a színészeinek, s előírja, mit hogyan csináljanak.”

### A többi szereplő

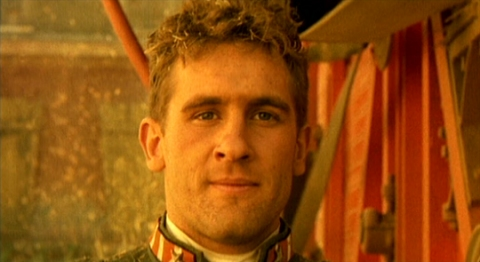
Olmo Dalco (Gérard Depardieu)

Bertolucci nem volt könnyű helyzetben a film többi szereplőjével sem: igaz, a problémák egy részét saját magának köszönhette. A zaklatott körülmények között zajló forgatás során kiújult az egyébként is hipochondernek tartott rendező depressziója, ami nem egyszer hosszabb leállásokat tett szükségessé. Még nagyobb gond volt Bertolucci azon szokása, hogy rendszeresen változtatott a forgatókönyvön. A zseniális Orson Welles ugyan elvállalta Alfredo nagyapjának szerepét, ám mégis visszalépett, mert nem értett egyet Bertolucci önkényes alkotói módszereivel. A szerencse ismét a rendező segítségére sietett: akkoriban ugyanis Olaszországban tartózkodott a világhírű filmsztár, Burt Lancaster, aki éppen jó barátja, Luchino Visconti Meghitt családi kör (1974) című filmjében forgatott. Lancaster hajlandó volt Welles helyére lépni, sőt nagyvonalú gesztusként a húsznapos forgatásért nem kért gázsit. Állítólag azt mondta Bertoluccinak: „Tudom, hogy túlságosan sokba kerülnék Neked. Elvállalom a szerepet ingyen, csupán azért, hogy lássam, hogyan dolgozol.” Olmo szerepére a rendező eredetileg egy szovjet színészt szeretett volna, mert a szereposztással is érzékeltetni akarta az ideológiai-társadalmi különbségeket: a földbirtokosokat amerikai művészek (De Niro, Lancaster) játsszák, a parasztvezéreket pedig szovjetek. Végül azonban Gérard Depardieu-t választotta, aki De Niróhoz hasonlóan szintén akkoriban hívta fel magára a figyelmet, mindenekelőtt Bertrand Blier Tojástánc (1973) című polgárpukkasztó alkotásának egyik főszerepében. Bertolucci egy interjúban azt állította, hogy azért döntött a francia színész mellett, mert Depardieu úgy néz ki, mint egy orosz, a nagyapját játszó amerikai Sterling Hayden pedig mint egy partizán.

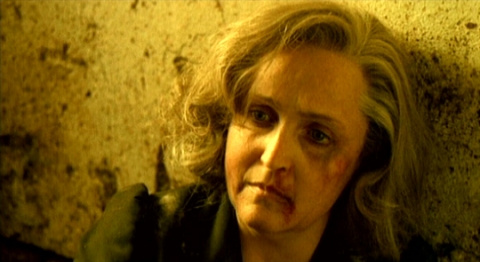
Regina fogságban (Laura Betti)

A három legfontosabb női szerep kiosztása szorosan összefügg a rendező előző filmjeinek szereposztásával. Ada és Anita szerepét A megalkuvó nagyszerű párosa, Dominique Sanda és Stefania Sandrelli alakítják, noha Bertoluccinak eredetileg nem volt olyan terve, hogy újra együtt szerepelteti őket. Anita szerepét az Utolsó tangó Párizsban női főszereplőjének, Maria Schneidernek szánta, ám az újdonsült filmcsillag rövidesen otthagyta a forgatást, amit a bulvársajtó persze botrányt szimatolva tálalt a közönségnek. Bertolucci ezután ajánlotta fel a szerepet Sandrellinek. Az Adát játszó Dominique Sanda viszont annak idején épp az Utolsó tangót, a Maria Schneider által eljátszott szerepet utasította vissza, mert korabeli nyilatkozata szerint a szerep ugyan érdekes volt, de nem akarta, hogy évek múlva a gyermekei esetleg abban a filmben lássák őt. A Reginát megformáló Laura Betti Pier Paolo Pasolini legbelső baráti köréhez tartozott, akárcsak Bertolucci, aki Pasolini rendezőasszisztenseként kezdte a pályát mestere első játékfilmjében, A csóróban (1961), saját első filmjét, A kaszást (1962) pedig Pasolini forgatókönyvéből rendezte. Betti játszott már az Utolsó tangóban is, jelenetét azonban Bertolucci kivágta. Regina szerepe kicsit kárpótlás is volt a jellegzetes orgánumú színésznő számára, aki kellően gyűlöletessé formálta a kisebbrendűségi komplexusoktól szenvedő, hatalomvágyó figurát.

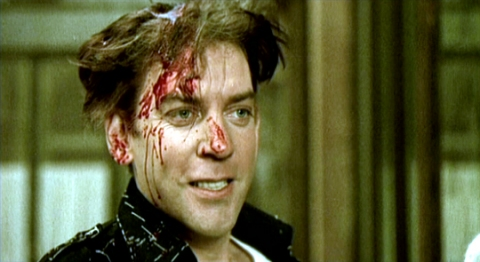
Attila a fasiszták élén (Donald Sutherland)

A fasiszta intézőt Donald Sutherland játszotta. Esetében Bertolucci alighanem a külső, és nem az osztályharcos szempontok alapján választott, hiszen a jóképűnek valóban nem mondható színész közismerten haladó gondolkodású művész. Az általa játszott Attila a dráma harmadik részében szétveri egy kisfiú fejét a falon. A véletlen úgy hozta, hogy Sutherland akkoriban forgatta A sáska napja (1975) című drámát is, amelyben egy olyan figurát játszott, aki állandó megalázottsága miatti hirtelen felindulásában ugyancsak brutálisan meggyilkol egy gyereket. A Bertolucci-film forgatásának elhúzódása miatt azonban a John Schlesinger rendezte A sáska napja egy évvel hamarabb került a közönség elé. A Huszadik század forgatási kényszerszüneteit Sutherland igyekezett hasznosan tölteni: sikerült elérnie, hogy Federico Fellini rábízza Casanova szerepét a Fellini-Casanova (1976) című filmjében. Azonban csöbörből vödörbe került: mindkét film producere Alberto Grimaldi volt, akinek akadékoskodásai miatt a Fellini-Casanova forgatása is elhúzódott. A szereplőgárdából érdemes még kiemelni az 1940-es–1950-es évek nagy csillagát, Alida Vallit és névrokonát, a Giovanni urat játszó Romolo Vallit, illetve az 1970-es évek nagy reménységének tartott Stefania Casinit, aki végül nem lett nagy sztár.

## A vágások
Bertolucci úgy nyilatkozott a forgatás befejezése után, hogy egyetlen képkockát sem volt hajlandó kivágni a filmből, noha a producer a forgalmazhatóság érdekében ragaszkodott ehhez. Aztán a rendező megtekintette a teljes filmet, és egyetértett azzal, hogy mégiscsak szükség van a vágásokra. A szóban forgó interjúban azt mondta, hogy filmjét nem csonkították meg, csupán apróbb mozzanatokat vágtak ki belőle: a ritmusa megváltozott ugyan, ereje, jelentése azonban változatlan maradt. A színfalak mögött persze bonyolultabb volt a helyzet. A Paramount a szerződésre hivatkozott, melyben állítólag a film maximális hosszát 3 óra 15 percben határozták meg. A cég kilátásba helyezte, hogy kiszáll a produkcióból, és nem mutatja be a filmet az Amerikai Egyesült Államokban, amennyiben Bertolucci nem rövidíti meg az anyagot. Kompromisszumos megoldásként a rendező a tengerentúli piac számára 243 perces változatot vágott össze. Az európainál szigorúbb amerikai cenzúra miatt főleg a szexuális vonatkozású jelenetek rövidültek meg, vagy maradtak ki teljes egészében, így például az az epizód, amelyben a két kamasz főszereplő a nemi szerveikkel játszadozik, illetve amikor felnőttként közösen lefekszenek az epilepsziás lánnyal, aki kezeivel egyszerre próbál mindkettőjüknél erekciót kiváltani. A bő egyórás rövidítésnek köszönhetően a Huszadik század sikeresen elkerülte az „X” kategóriát, amely az Egyesült Államokban többnyire az anyagi csőddel egyenértékű, mivel az „X” kategóriás filmek forgalmazását és reklámozását szűk keretek közé szorítják. Amerikában csak 1993-ban mutatták be az eredeti, vágatlan változatot, ami az „NC-17” kategóriabesorolást kapta. (Csak 17 éven felüliek tekinthetik meg.) Bertolucci alkotása az új évezredben először Európában jelent meg DVD-n, vágatlanul, de számottevő technikai felújítás és extrák nélkül. 2006. december 5-én a Paramount az Egyesült Államokban is kiadta a filmet DVD-n: az amerikai változat is vágatlan volt, a megfakult színeket azonban korrigálták, sőt extrák is kerültek a korongra.

## Érdekességek

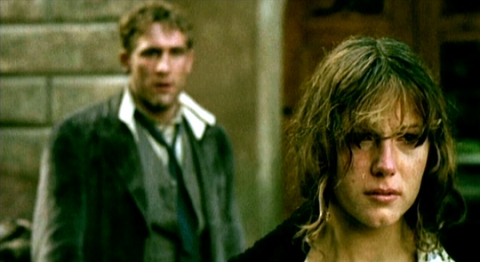
Olmo és Anita (Gérard Depardieu és Stefania Sandrelli)

- A film nemzetközi forgalmazási címe 1900, némileg téves választásnak mondható. Részben mert a tulajdonképpeni történet azzal kezdődik, hogy egy Rigolettónak öltözött ittas férfi azt kiabálja, hogy „Verdi meghalt!”, majd ezután látjuk, hogy megszületik előbb Olmo, majd Alfredo. Verdi azonban nem 1900-ban, hanem 1901-ben halt meg. Az olasz cím (Novecento) is csak úgy kapcsolódik a nemzetközi forgalmazás címéhez, hogy a Novecento szó olaszul az 1900-as éveket jelenti. Szerencsére Bertolucci a történet elején nem ír ki pontos évszámot a két főszereplő születésére, így a cselekmény szempontjából nincsen szó bakiról.
- Bertolucci egy interjúban azt állította, hogy filmjét a négy évszak szerint tagolta. A fiúk gyermekkorát nyári képek kísérik, a felnőttkor eseményeihez őszi jelenetek társulnak, a fasizmus rémségeinek jellemző évszaka a tél, a felszabadulás történéseire pedig tavasszal kerül sor.
- A filmet nagyrészt egy 1820-ban épült jellegzetes emiliai majorságban, a Busseto községhez tartozó Corte delle Piacentinében forgatták, mely Verdi szülőfalujától, Roncolétól csupán 2 km-re található. A városi jeleneteket Guastallában vették fel. Egyéb forgatási helyszínek: a római Cinecittà stúdiója és Parma, Bertolucci szülővárosa.
- Egy salernói könyvtárigazgató feljelentésére 1976. szeptember 25-én Olaszországban betiltották Bertolucci filmjét. A Sors iróniája, hogy a fasizmussal foglalkozó dráma betiltására egy, a fasiszta időkben keletkezett jogszabály adott lehetőséget, mely minden állampolgár számára biztosította, hogy filmbetiltást kezdeményezzen.
- A filmet annak idején mind az Egyesült Államokban, mind a Szovjetunióban hűvösen fogadták. Amerikában állítólag a vörös zászlókat sokallták, a vasfüggöny innenső oldalán pedig a kínai kulturális forradalom hatását vélték felfedezni Bertolucci művében.

## Magyar kritikai visszhang
„Nem felfogásában, hanem megoldásában, méreteiben kérdőjelezhető meg Bernardo Bertolucci filmje, az Ezerkilencszáz. Hatalmas családregény. Olaszország negyvenöt évét jeleníti meg a század kezdetétől a felszabadulás napjáig. Két hőse: Alfredo, a földbirtokos fiú, Olmo, a zsellérgyerek – akiket a közös gyermekkor barátsága köt össze, és az osztálykülönbség választ el. Bertolucci szép, dialektikusan pontos leírást ad a két ember kapcsolatáról a történelem változásaiban. Gyengéd szeretettel rajzolja az emiliai parasztok világát, meggyőző indulattal jeleníti meg a fasisztákat, de mindezt majd hat órán keresztül. Lehet, hogy a fesztivál túlterheltsége az oka, de lehet, hogy valóban a film hibája a vontatottság érzete, amely minden részletszépsége ellenére túlméretezett.”

(Bán Róbert: Cannes, 1976 – Kevés a jó film. Dominique 1976/22. szám, 1976. május 29.,13. oldal)
„Az ösztönök alantas kielégítésére létesült szórakoztatóipar tipikus termékével állunk szemben; szót sem érdemelne, sőt kitüntetnünk se szabadna azzal, hogy egyáltalán írunk róla; az irodalom, képzőművészet és film külterületén évszázadok óta tenyészik ez a torz műfaj, mint nagyvárosok peremén a nyilvánosházak. […] Vessünk egy pillantást a sokórás mozgókép nagyobbik felét kitevő fasizmusábrázolásra, tehát az 1922–1945 közötti évekre úgy, ahogyan ezeket a film elénk vetíti. Semmiféle társadalmi, politikai, történelmi eligazítást azon kívül, hogy egy sötét és ellenszenves fickó egyszer csak fekete ingben jelenik meg, nem kapunk. Ám jó: ne kapjunk, ez a film költői jelképekkel dolgozik, ne értetlenkedjünk. Csakhogy a fasizmus jelképe itt a nemi eltévelyedés. A néző arról értesül, hogy a fasizmus egyenlő a szexuális aberrációval. […] Némelyik nézővel vagy bírálóval [Bertolucci] talán még azt is elhiteti, hogy filmjét a jó ügy érdekében tetézte erőszakkal; azért szórta be a tápláló szellemi ételt mocsokkal, hogy a mocsokba vájkáláshoz szokott néző ráharapjon, s így megízlelje a szenny alá rejtett jót. Hogy így érezzen együtt a munkásmozgalommal. […] Éppen ezért a jónevű színészek sem tesznek egyebet, mint hogy jelen vannak, és a néző számára nagylelkűen megmutatják mindazt, amit egyébként belőlük nem láthatni, mert a nadrág és szoknya eltakarja. Ezért egyikük sem érdemli, hogy megnevezzük őket; mindegyikük korábbi önmagának karikatúrája. (Vagy az is akart lenni? Például az öngyilkos nagypapa a Párduc torzképe?)”

(Nemeskürty István: Hatások vadászata, avagy a fasizmus mint nemi eltévelyedés. In: A filmművészet új útjai. Budapest, 1986, Magvető Kiadó, 386–393. oldal)

## Főszereplők

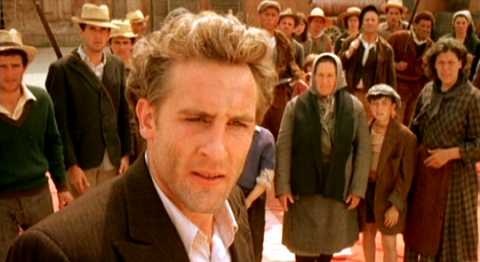
Olmo a népbíróságon (Gérard Depardieu)

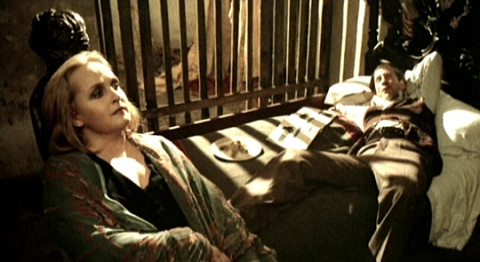
Regina és Attila (Laura Betti és Donald Sutherland)

| Szerep                      | Színész                | Magyar hang     |
| --------------------------- | ---------------------- | --------------- |
| Alfredo Berlinghieri        | Robert De Niro         | Lux Ádám        |
| Olmo Dalco                  | Gérard Depardieu       | Széles László   |
| Attila                      | Donald Sutherland      | Kőszegi Ákos    |
| Alfred nagyapja             | Burt Lancaster         | Kristóf Tibor   |
| Ada Fiastri Paulhan         | Dominique Sanda        | Hámori Eszter   |
| Desolata nővér              | Francesca Bertini      |                 |
| Regina                      | Laura Betti            | Zsurzs Kati     |
| Ottavio Berlinghieri        | Werner Bruhns          | Perlaki István  |
| Neve                        | Stefania Casini        |                 |
| Leo Dalco                   | Sterling Hayden        | Gruber Hugó     |
| Anita                       | Anna Henkel            | Zsigmond Tamara |
| Amelia                      | Ellen Schwiers         |                 |
| Ida Cantarelli Pioppi       | Alida Valli            | Bókai Mária     |
| Giovanni                    | Romolo Valli           | Kárpáti Tibor   |
| Rigoletto                   | Giacomo Rizzo          | Szatmári Attila |
| Rosina Dalco                | Maria Monti            | Andresz Kati    |
| Alfredo gyerekként          | Paolo Pavesi           |                 |
| Olmo gyerekként             | Roberto Maccanti       | Jelinek Márk    |
| Turo Dalco                  | Antonio Piovanelli     |                 |
| Orso Dalco                  | Paulo Branco           |                 |
| Nella Dalco                 | Liu Bosisio            |                 |
| Don Tarcisio                | Pippo Campanini        |                 |
| Eleonora                    | Anna-Maria Gherardi    |                 |
| Pioppi                      | Pietro Longari Ponzoni | Garai Róbert    |
| Szabó                       | Angelo Pellegrino      |                 |
| Aranzini                    | José Quaglio           |                 |
| Olmo-t vádoló nő            | Clara Colosimo         |                 |
| Parasztasszony              | Carlotta Barilli       |                 |
| Oreste Dalco                | Odoardo Dall'aglio     |                 |
| Fiatal fasiszta             | Sergio Serafini        |                 |
| Stella                      | Patrizia De Clara      |                 |
| Paraszt (Attila kivégzésén) | Fabio Garriba          |                 |
| Paraszt (Attila kivégzésén) | Nazzareno Natale       |                 |
| Anita Foschi                | Stefania Sandrelli     |                 |

## Díjak és jelölések

### Bodil-díj
- 1977 díj Bernardo Bertolucci (legjobb európai rendező)

### Satellite-díj
- 2006 jelölés Legjobb klasszikus film DVD-n